# Frans de Grebber
Frans Pietersz de Grebber (Haarlem, 1573 – Haarlem, 1643) è stato un pittore olandese.
Padre del più noto Pieter de Grebber, fu allievo di Jacob Savery e presidente della Corporazione di San Luca ad Haarlem nel 1627.